# Bisdom Kakamega
Het bisdom Kakamega (Latijn: Dioecesis Kakamegaensis) is een rooms-katholiek bisdom met als zetel Kakamega, in Kenia. Het bisdom is suffragaan aan het aartsbisdom Kisumu. 

## Geschiedenis
Het bisdom werd opgericht op 27 februari 1978, uit delen van het bisdom Kisumu, en was suffragaan aan het aartsbisdom Nairobi. Op 27 april 1987 verloor het gebied bij de oprichting van het bisdom Bungoma. Op 21 mei 1990 veranderde het van kerkprovincie en werd suffragaan aan het nieuw verheven aartsbisdom Kisumu. 

## Parochies
Het bisdom had in 2021 een oppervlakte van 3.531 km2 en telde 2.422.201 inwoners waarvan 40,3% rooms-katholiek was.

## Bisschoppen
- Philip Sulumeti (28 februari 1978 - 5 december 2014)
- Joseph Obanyi Sagwe (5 december 2014 - heden)